# Naqadeh (shahrestan)
Naqadeh (persiska: شهرستان نقده, نقده) är en delprovins (shahrestan) i Iran.   Den ligger i provinsen Västazarbaijan, i den nordvästra delen av landet, 600 km väster om huvudstaden Teheran.
Delprovinsen hade 127 671 invånare 2016.